# يوكاري فكوي
يوكاري فُكوي (福井裕佳梨 فُكوي يوكاري) ممثلة يابانية ولدت في 28 أكتوبر 1982 في كاناغاوا.

## أدوارها في الأنمي

### مسلسلات أنمي تلفزيونية
- تنجن توبا جورين لاجان - نيا
- هايسكول اوف ذا ديد - شيزوكا ماريكاوا
- موشيشي - فوكي
- أوكامي-سان و رفاقها السبعة - هيمينو شيرايوكي
- سكول رمبل - سارا أديموس
- سكول رمبل:الفصل الدراسي الثاني - سارا أديموس
- كاري كانو - ريكا سينا
- كيل لا كيل - سوكويو مانكانشوكو

### أوفا أنمي
- فوكي كولي - جونكو مياجي
- إير جير: الأجنحة السوداء و غابة النوم Break on the sky - كورورو سوميراغي
- سكول رمبل:حصص إضافية - سارا أديموس
- سكول رمبل:الفصل الدراسي الثالث - سارا أديموس

### أفلام أنمي
- تنجن توبا جورين لاجان: فصل جورين - نيا
- تنجن توبا جورين لاجان: فصل لاجان - نيا

## أدوارها في ألعاب الفيديو
- ديسيديا: فاينل فانتسي - تيرا برانفورد
- ديسيديا 012 فاينل فانتسي - تيرا برانفورد
- فاينل فانتسي 13 - أوروبا دايا فانيل
- غود إيتر برست - شيو

## وصلات خارجية
- يوكاري فكوي على موقع IMDb (الإنجليزية)
- يوكاري فكوي على موقع ميوزك برينز (الإنجليزية)
- يوكاري فكوي على موقع أول موفي (الإنجليزية)
- يوكاري فكوي على موقع ديسكوغز (الإنجليزية)
- يوكاري فكوي على موقع قاعدة بيانات الفيلم (الإنجليزية)
- يوكاري فكوي على موقع كينوبويسك (الروسية)
- يوكاري فكوي على موقع ANN person (الإنجليزية)